# Cristian Llama
Cristian Ezeqiuel Llama (* 26. Juni 1986 in Lomas de Zamora, Argentinien) ist ein argentinischer Fußballspieler. Er spielt bevorzugt im linken Mittelfeld bzw. auf dem Flügel. Llama ist Linksfuß und besitzt neben der argentinischen auch die spanische Staatsangehörigkeit. Seit 2024 steht er in Diensten von ASD Puteolana.

## Karriere
Seine Jugend verbrachte Llama beim argentinischen Erstligisten Arsenal Fútbol Club de Sarandí, für den er als Profi drei Jahre aktiv war. In der Folge wechselte er in der Saison 2007/08 nach Italien zum Serie-A-Aufsteiger Catania Calcio. Nachdem er dort in der Hinrunde nur ein Mal zum Einsatz gekommen war, kehrte er in der Winterpause leihweise in seine Heimat zurück und stand ab 1. Februar 2008 bei den Newell’s Old Boys in der Primera División unter Vertrag. Zur Saison 2008/09 kehrte er zu Calcio Catania zurück. 